# Campionati europei di 470 2019
I Campionati europei di 470 2019 si sono svolti a Sanremo, in Italia, dal 6 al 14 maggio 2019.

## Podi
| Evento        | Oro                                       | Argento                                  | Bronzo                                     |
| 470 Maschile  | Svezia Anton Dahlberg Fredrik Bergström   | Spagna Jordi Xammar Nicolás Rodríguez    | Francia Kevin Peponnet Jérémie Mion        |
| 470 Femminile | Francia Camille Lecointre Aloïse Retornaz | Regno Unito Hannah Mills Eilidh McIntyre | Paesi Bassi Afrodite Zegers Lobke Berkhout |

## Medagliere
| Posiz. | Nazione     | Oro | Argento | Bronzo | Totale |
| ------ | ----------- | --- | ------- | ------ | ------ |
| 1      | Francia     | 1   | 0       | 1      | 2      |
| 2      | Svezia      | 1   | 0       | 0      | 1      |
| 3      | Spagna      | 0   | 1       | 0      | 1      |
| 3      | Regno Unito | 0   | 1       | 0      | 1      |
| 5      | Grecia      | 0   | 0       | 1      | 1      |
| Totale | Totale      | 2   | 2       | 2      | 6      |